# Camptocarpus linearis
Camptocarpus linearis är en oleanderväxtart som beskrevs av Joseph Decaisne. Camptocarpus linearis ingår i släktet Camptocarpus och familjen oleanderväxter. Inga underarter finns listade i Catalogue of Life.